# Randi Laubek
Randi Laubek (født 30. juli 1973 i Voerså) er en dansk sanger og sangskriver. Hun debuterede i 1997 med Ducks and Drakes og modtog i 1998 tre grammy for denne udgivelse, dels som Årets danske sangerinde, Årets danske sangskriver og for Årets danske album. I 2000 modtog hun igen en grammy som Årets danske sangerinde.
Desuden medvirkede Laubek i duet med Kasper Eistrup på nummeret "The Ghost Of No One" fra Kashmirs Home Dead EP fra 2001.
Randi Laubeks musikstil er en blanding af pop, soul og jazz, men er egentlig vanskelig at sætte i bås. Hendes tekster er lyriske og underbygges af den gode stemme.

## Diskografi
Album
- Ducks and Drakes, 1997
- Almost Gracefully, 2000
- The Wedding of All Things, 2003
- Figures of Eight, 2005
- Sun Quakes, 2009
- Letter to the World, 2012
- Pow Wow, 2016
- Inner Seas Outer Fields, 2016
- Jetty out to Sea, 2021
- Bridge From Nowhere, 2023

medvirkende på
- Motello Soundtrack (med Tango Orkestret), 2002
- D'damer & Allan Olsen Live (med Allan Olsen, Annika Aakjær, Marie Bergman, Maria Timm Wachmann, Dorthe Gerlach), 2014